# Lespesia anonyma
Lespesia anonyma är en tvåvingeart som först beskrevs av Riley 1872.  Lespesia anonyma ingår i släktet Lespesia och familjen parasitflugor.
Artens utbredningsområde är Missouri. Inga underarter finns listade i Catalogue of Life.